# Chapelle du Vorbourg
Koordinaten: 47° 22′ 46,1″ N, 7° 21′ 28,8″ O; CH1903: 593911 / 247629

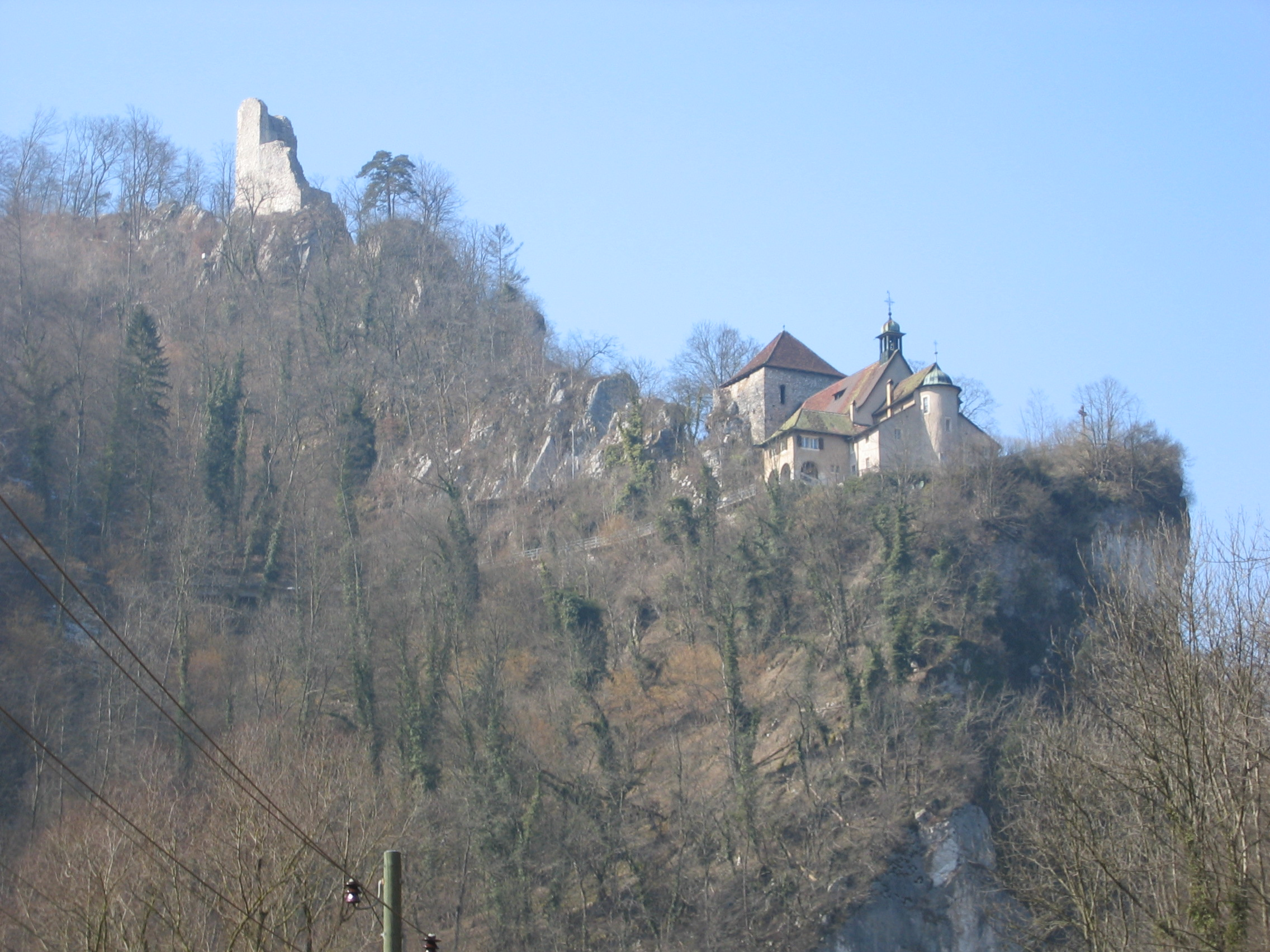
Chapelle du Vorbourg

Die Chapelle du Vorbourg (Chapelle Notre-Dame du Vorbourg, dt. Vorburgkapelle) liegt unterhalb der alten Burgruine Vorbourg (Vorburg) im Kanton Jura in der Schweiz. Diese thront knapp 1,9 Kilometer Luftlinie von Delémont entfernt auf einem hohen Felsen über der Birs, die dort eine enge Klus bildet. Burgruine und Kapelle sind gut von der Strasse von Basel nach Delémont sichtbar.

## Geschichte

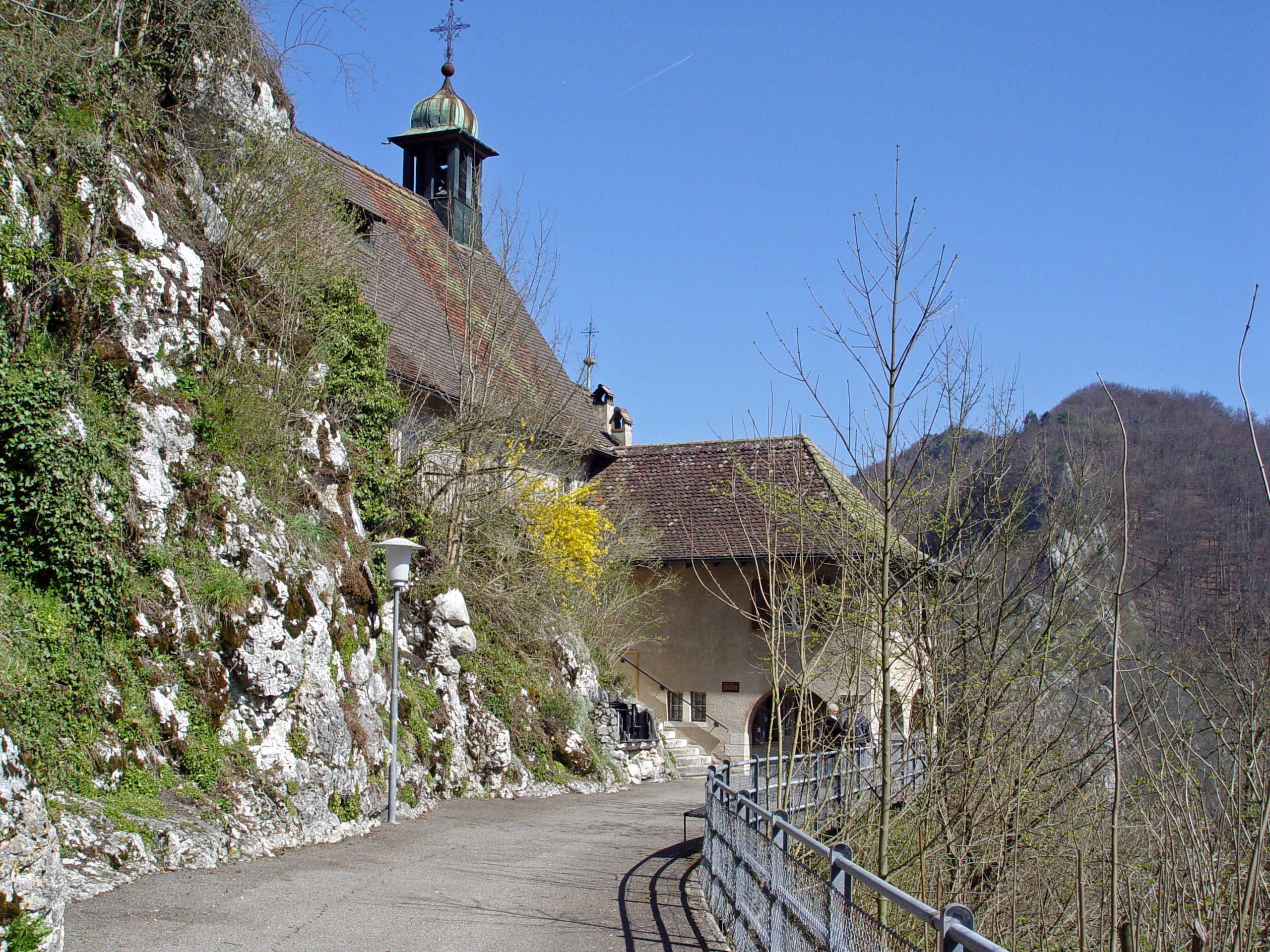
Chapelle du Vorbourg

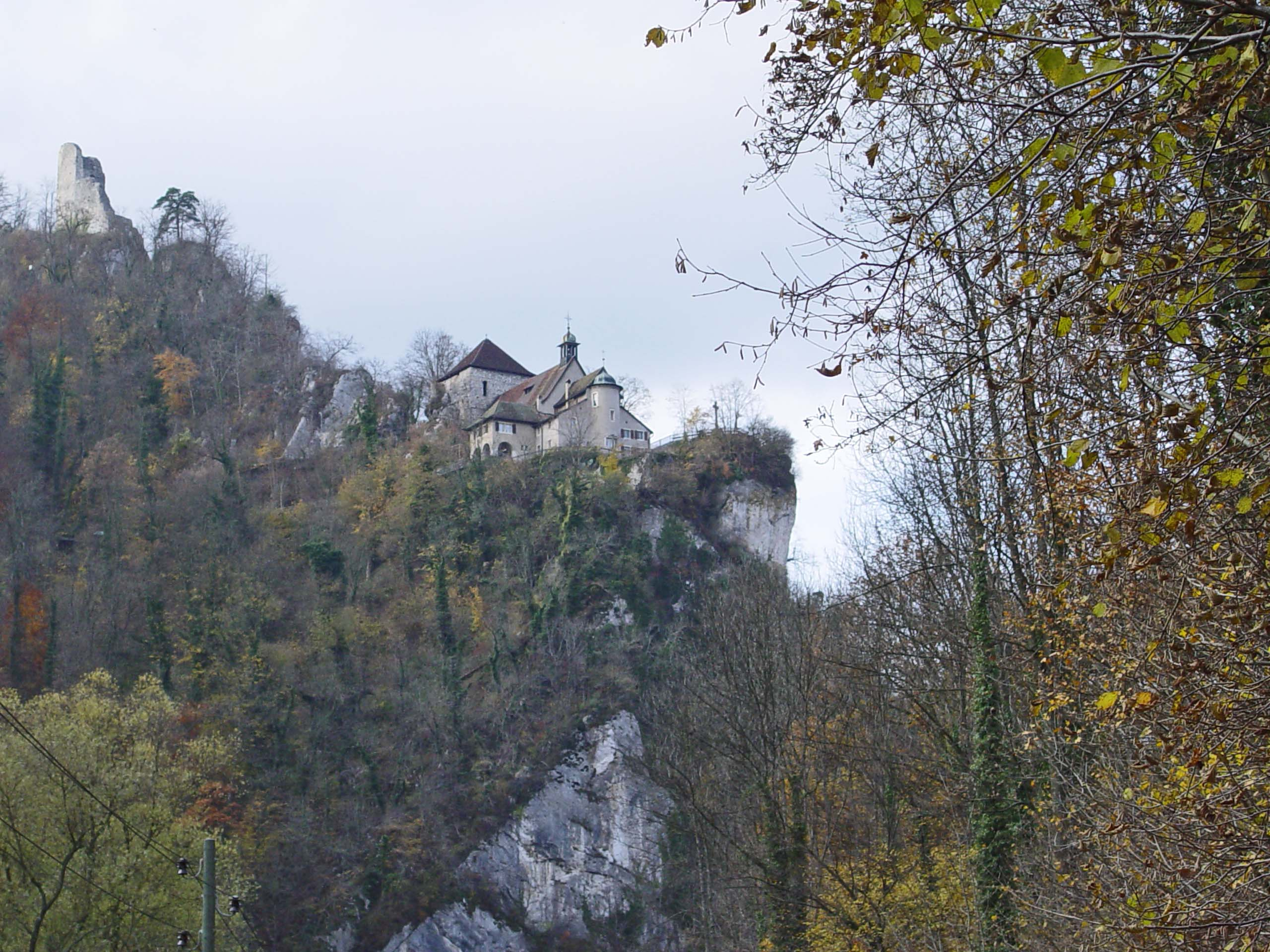
Chapelle du Vorbourg von der Birs gesehen

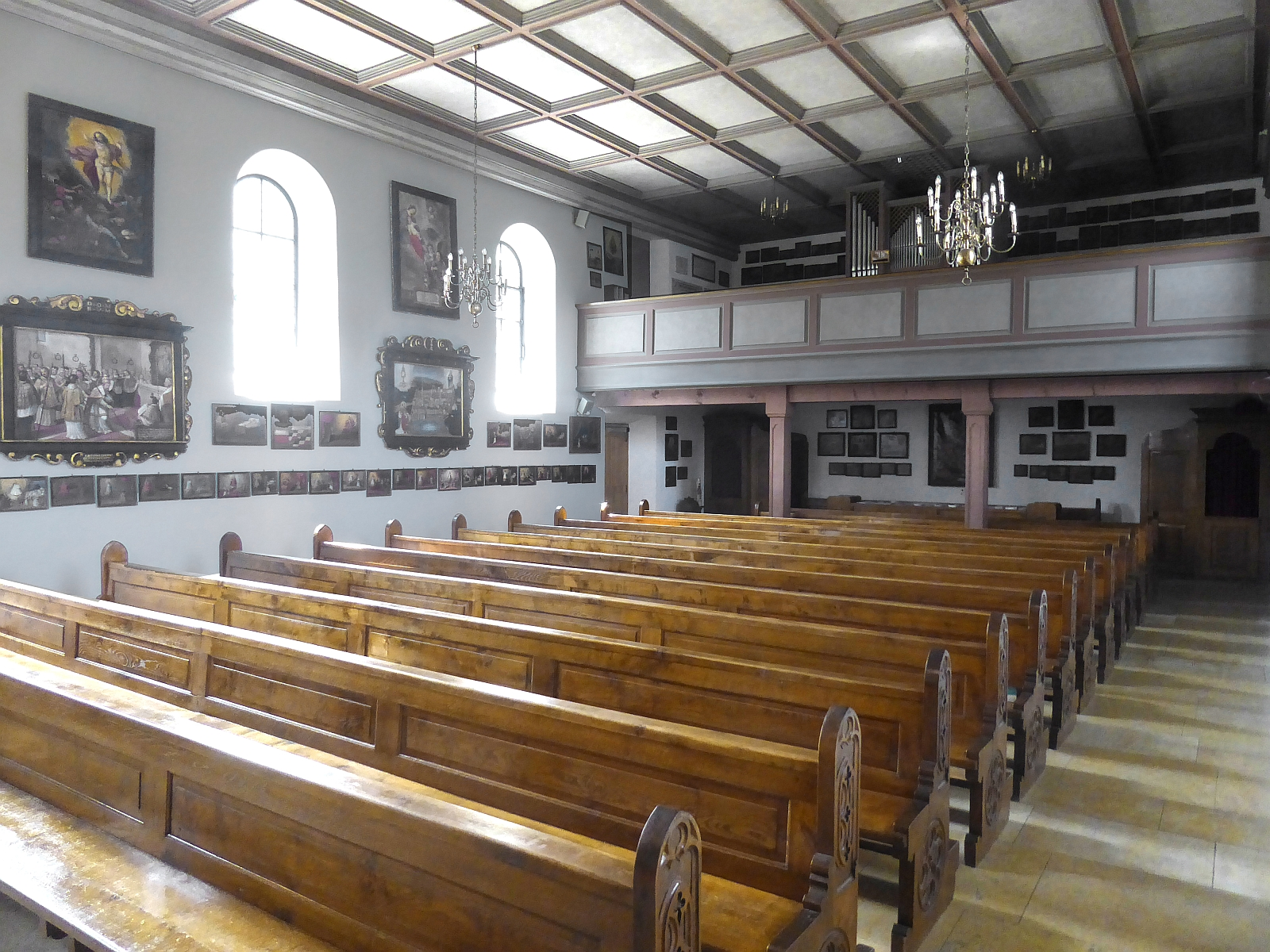
Chapelle du Vorbourg, innen

Die Ursprünge der Vorbourg sind unklar. Das Schloss von Vorbourg wurde erstmals im 10. Jahrhundert urkundlich erwähnt. Im Laufe der Zeit hatte es verschiedene Besitzer, unter anderem von französischer Seite. Es heisst gar, im Jahre 1049 habe der Papst Leo IX. die Kapelle geweiht. Er selbst stammte aus der Familie von Egisheim, welche ebenfalls zu den Besitzern der Burg zählte. Das untere Schloss mit Kapelle wurde zwischen 1150 und 1350 erbaut. Vom Basler Erdbeben beschädigt, wurde es 1365 rekonstruiert. Im Schwabenkrieg wurde es 1499 erneut zerstört und wurde im Laufe des 16. Jahrhunderts endgültig verlassen. 
Seit dem 17. Jahrhundert geniesst die Chapelle Notre-Dame du Vorbourg als Marien-Wallfahrtsort grosse Popularität im Jura.

## Gegenwart
Seit 1995 ist die Kapelle in Obhut der Benediktinermönche der Abtei Saint-Benoît de Port-Valais in Le Bouveret im Wallis. Hier finden Gottesdienste statt.

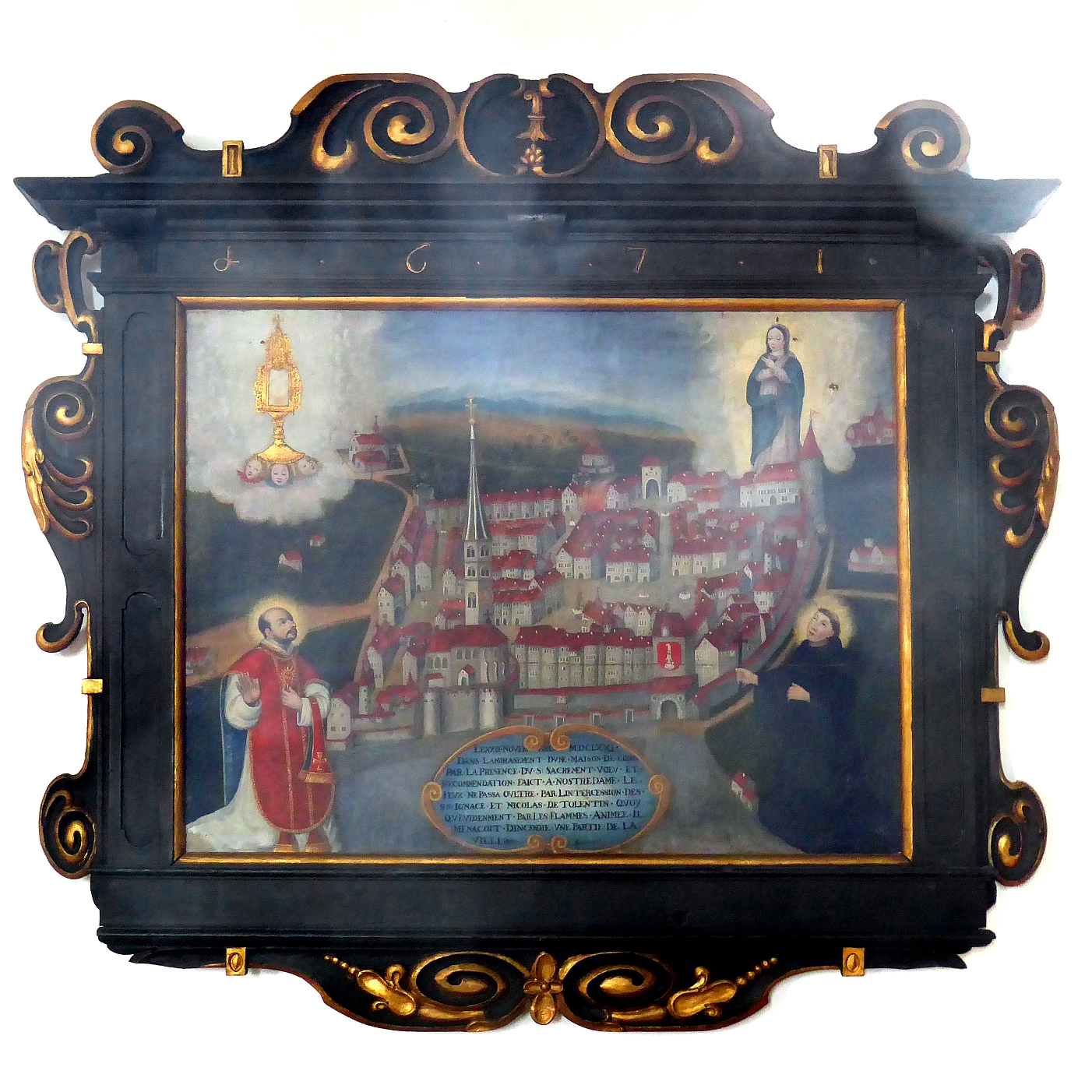
Gemälde
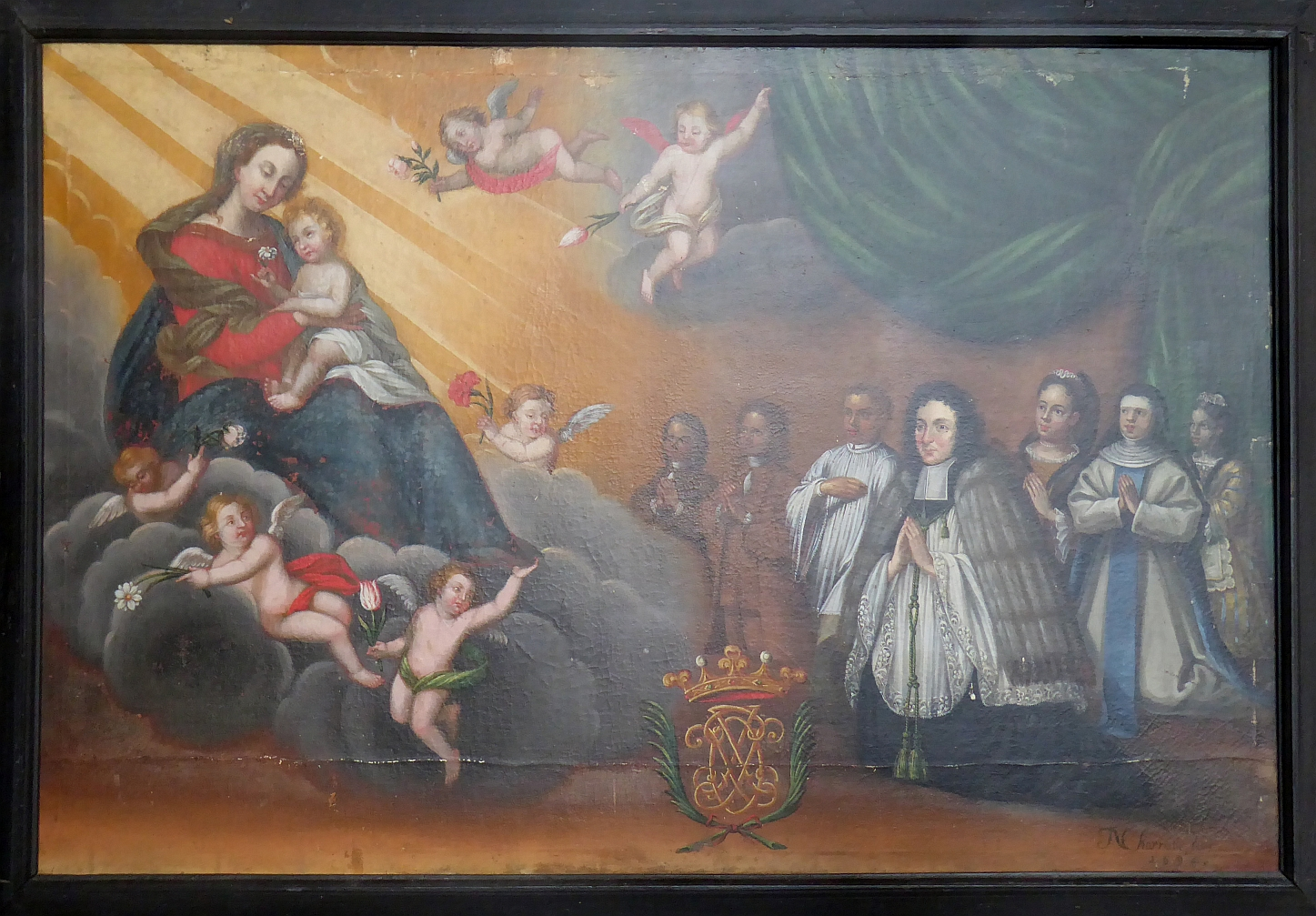
Maria mit Gläubigen
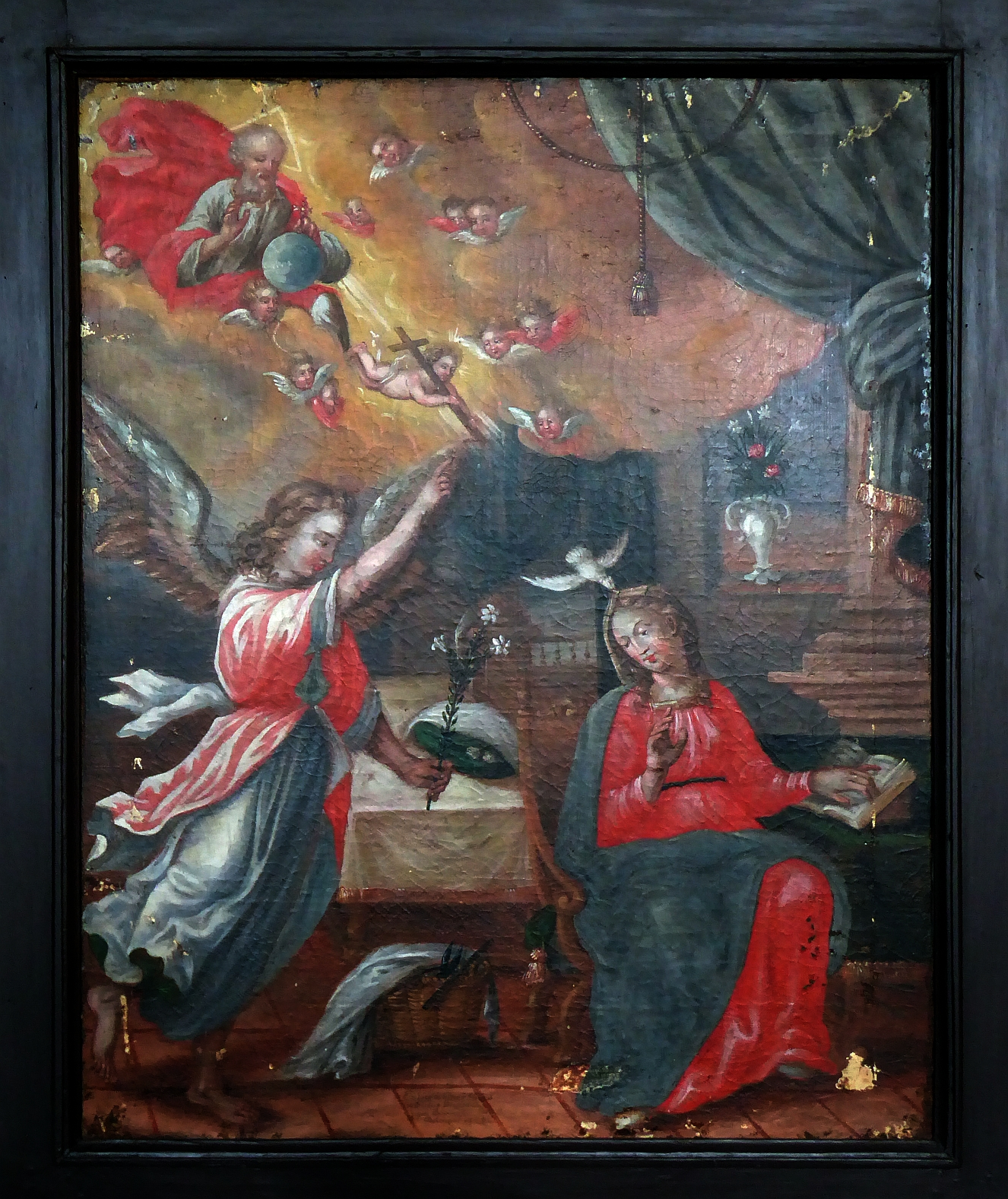
Verkündigung des Herrn